# Starstrukk
Starstrukk (em português: "Fascinada Pela Fama") é uma canção da dupla estadunidense de música eletrônica 3OH!3 presente em seu segundo álbum de estúdio, Want. Tornou-se o segundo single do álbum em junho de 2009 e em setembro do mesmo ano ganhou uma versão-remix com a cantora Katy Perry.

## Promoção
A canção foi performada durante as apresentações da dupla no festival de música norte-americano Vans Warped Tour 2009, de 28 de junho a 23 de agosto, onde totalizaram 42 shows. A dupla também performou a versão original da canção durante algumas aberturas de shows que fizeram da turnê de Katy Perry, Hello Katy Tour e junto com a cantora, a versão-remix de "Starstrukk". A canção foi usada em um episódio da série de televisão, The Vampire Diaries e no filme When in Rome.

## Videoclipe
Primeira versão
A primeira versão do videoclipe, baseava-se na versão original de "Starstrukk". Dirigido pelo baterista do Sum 41, Steve Jocz, essa versão foi lançada pela AOL em 8 de junho de 2009. No videoclipe, os integrantes foram esmagados e depois perseguidos por várias garotas. De acordo com revista norte-americana Rolling Stone, o vídeo terá muitas meninas com roupas florescentes ao redor de 3OH!3, uma grande orgia com pessoas com roupa envolvendo trabalhadores de construções civis e muito chantilly.
Um dos integrantes da dupla, Sean Foreman disse à MTV:
Há um tapete no chão e líquido por todo lugar [...] o conceito do vídeo é o que o nosso cérebro imagina. Isto tem a ver com muitos cachorros, partes do corpo loucas e pernas e peitos quentes e jogadores de futebol.
Segunda versão
Essa versão foi gravada para a versão-remix de "Starstrukk" com a cantora Katy Perry. O vídeo foi filmado em 21 de setembro de 2009 sob a direção de Marc Klasfeld na fonte do Museu de História Natural de Los Angeles, Califórnia. Nas cenas, Sean e Nathaniel estão sentados em uma fonte onde as mulheres constumam jogar moedas a fim de conquistar homens. Percebem, então, que ao recolher as moedas jogadas elas passam a sentir atração obsessiva pelos dois. O videoclipe foi lançado no dia 28 de outubro de 2009 na MTV e MTV 2.

## Posições
| Australian Singles Chart         | 4  |
| Austrian Singles Chart           | 48 |
| Belgian Singles Chart (Flanders) | 21 |
| Belgian Singles Chart (Wallonia) | 4  |
| Canadian Hot 100                 | 31 |
| República Checa Airplay Chart    | 23 |
| Danish Singles Chart             | 39 |
| Dutch Singles Chart              | 65 |
| Eurochart Hot 100 Singles        | 11 |
| Irish Singles Chart              | 4  |
| New Zealand Singles Chart        | 16 |
| Slovak Republic Airplay Chart    | 23 |
| Swedish Singles Chart            | 55 |
| UK Singles Chart                 | 3  |
| U.S. Billboard Hot 100           | 66 |